# I tre amanti
I tre amanti és una òpera en dos actes composta per Domenico Cimarosa sobre un llibret italià de Giuseppe Petrosellini. S'estrenà al Teatro Valle de Roma el carnestoltes de 1777.
Suposà un dels seus primers èxits internacionals. El 1783 es va representar a Niça com Le gare degl'amanti. Reposada el 1950 amb ocasió de la reobertura del Teatre dei Rinnovati de Siena, encara conserva la seva frescor i espontaneïtat.
Hi ha dues gravacions modernes de l'obra, una de l'any 1968 (Edwin Loehrer) i l'altra del 1990 (Domenico Sanfilippo).